# Thunder Road (film, 1958)
Pour les articles homonymes, voir Thunder Road.
Pour plus de détails, voir Fiche technique et Distribution.
Thunder Road (titre original) est un film dramatique américain réalisé en 1958 par Arthur Ripley.

## Synopsis
Lucas Doolin, vétéran de la Guerre de Corée, revient dans ses montagnes et reprend une affaire familiale d’alcool de contrebande. Il doit se battre contre la bande de bandits de la ville (dirigée par le terrifiant Carl Kogan), qui essayent de s’imposer et, échapper aux policiers (Revenooers, agents de la police fiscale américaine ou IRS) qui veulent le mettre en prison.
Le transport d'alcool de contrebande (moonshine - clair de lune - en argot américain) s'effectue à cette époque (les années 50) avec des voitures américaines gonflées, conduites à tombeau ouvert, en pleine nuit, sur des routes de campagne peu sûres et ce jeu très particulier de gendarmes et de voleurs motorisés a acquis un caractère quasi légendaire dans l'Amérique profonde en étant à l'origine des spectaculaires courses de stock - car.
Fidèle à sa famille (son père produit le whisky de contrebande et son jeune frère – incarné par le propre fils de Mitchum – est le petit génie de la mécanique qui prépare son véhicule équipé de divers dispositifs pour berner les policiers fiscaux) Lucas Doolin, imprégné par un code de l'honneur très personnel prend tous les risques pour tirer son épingle du jeu, pris en tenaille comme il l'est entre la loi des gangsters (le terrible Kogan, incarné par Jacques Aubuchon, qui veut devenir le seul et unique caïd du trafic de « moonshine ») et celle des douaniers, qui ont le nombre, le temps et la loi de leur côté.
Au grand désespoir de ceux (et celles) qui l'aiment, il connaîtra une fin brutale et spectaculaire après une série de courses poursuites haletantes (qui furent filmées avec le minimum de trucages).
L'histoire est inspirée de faits réels datant de 1952, qui auraient eu pour témoin direct l'écrivain James Agee (qui la narra à Robert Mitchum) et furent relatés dans un quotidien de Knoxville par le journaliste Jack Renfro.

## Fiche technique
- Titre : Thunder Road
- Réalisateur : Arthur Ripley
- Scénario : Robert Mitchum (histoire), James Atlee Philips et Walter Wise
- Producteurs : Robert Mitchum et Arthur Ripley
- Production : John Burch et Jack Lennan
- Image : David Ettenson et Alan Stensvold
- Montage : Harry Marker
- Maquillage : Carlie Taylor
- Musique originale : Jack Marshall
- Durée : 92 minutes
- Format : Noir et blanc 35 mm Spherical, 1,37 : 1
- Dates de sortie : 
  - États-Unis : 10 mai 1958
  - France : inconnue

## Distribution
- Robert Mitchum : Lucas Doolin
- Gene Barry : L’agent du Trésor, Troy Barrett
- Jacques Aubuchon : Carl Kogan
- Keely Smith : Francie Wymore
- Trevor Bardette : Vernon Doolin
- Sandra Knight : Roxanna Ledbetter
- James Mitchum : Robin Doolin

## Production
Thunder Road est le film le plus personnel de Robert Mitchum puisqu’il en est à la fois l’acteur principal, le producteur et l'auteur de l’histoire.
Le rôle de Robin Doolin, le jeune frère de Lucas, était écrit à l’origine pour Elvis Presley mais son manager, le Colonel Tom Parker, intervint et exigea un cachet très élevé ce qui mit fin aux négociations. C’est finalement James, le fils de Robert Mitchum qui obtint le rôle.
La chanson du film, une Ballade de style Country and Western est interprétée par un spécialiste de ce genre musical, le chanteur Randy Sparks, mais la version interprétée par Mitchum en personne eut un immense succès discographique à l'époque.